# Vol East African Airways 720
Le 18 avril 1972, le vol East African Airways 720 sort de piste au décollage à l'aéroport d'Addis-Abeba Bole. L'accident provoque la mort de 43 des 107 occupants.

## Le vol
L'avion est un des cinq Vickers Super VC10 achetés par East African Airways, compagnie aérienne gérée conjointement par le Kenya, la Tanzanie, et l'Ouganda. Il est sorti d'usine en 1966, son immatriculation est 5X-UVA.
Le vol 720, parti de l'aéroport international Jomo-Kenyatta (Nairobi, Kenya), avait effectué une première escale à Addis-Abeba. Il repartait pour Rome, deuxième escale, sa destination finale étant Londres.

## L'accident
Au décollage, à 9 h 38 heure locale, l'avion roule sur un objet, et le pneu droit du train avant éclate. L'objet s'avère, lors de l'enquête, être une pièce mécanique en acier perdue par un Cessna 185 peu avant. Alors que le nez de l'avion se balance de haut en bas, le pilote décide d'abandonner le décollage, il active donc les inverseurs de poussée et les freins du train d'atterrissage. Les pneus fument, l'avion tangue, un pneu du train principal éclate, et les passagers commencent à crier. L'avion sort de piste, capote sur un fossé de collecte des eaux de pluie, et finalement son aile gauche percute une structure en acier. L'avion prend feu mais plus de la moitié des passagers peuvent être évacués.
L’enquête montre que l'équipage n'a pas fait d'erreur, sa décision d'annuler le décollage était bonne, de même que la procédure appliquée. La distance restant avant l’extrémité de la piste aurait dû être suffisante pour permettre à l'avion de s'arrêter sans danger. Malheureusement, après des opérations de maintenance, le système hydraulique actionnant les freins avait été mal remonté, ainsi les freins n'ont pas pu donner leur pleine puissance. Par ailleurs, un système d'antidérapage avait également été mal remonté, d'où l'explosion du deuxième pneu.